# Vol 157 d'Ariane 5

Vue en coupe d'une Ariane 5 ECA.

Le vol 157 était le 14e vol du lanceur européen Ariane 5, et plus particulièrement le 1er vol de sa version ECA, alors nouvellement créée. Le 11 décembre 2002, ce vol inaugural s'est terminé dans l'océan Atlantique, à la suite d'une défaillance du moteur Vulcain 2, équipant l'étage principal de la fusée. Ce vol était également le 157e vol d'une fusée Ariane depuis les débuts du programme, le 24 décembre 1979, ce qui explique qu'il est également très souvent désigné V-157. Il est aussi connu par le numéro de série du lanceur, 517.
En parallèle, le lanceur Ariane 4 se préparait à faire ses adieux à la scène spatiale internationale, ses deux derniers vols étant prévus les 17 décembre 2002 (V156) et 15 février 2003 (V159).

## Explication simplifiée
Une fuite dans le système de refroidissement du moteur a entraîné une déformation de la tuyère, ce qui a créé un déséquilibre dans la poussée du moteur et rendu le lanceur impossible à piloter. Face à une perte de contrôle insurmontable par la fusée, le contrôle au sol a pris ses précautions et commandé la destruction de la fusée en vol. Les deux satellites français de télécommunications présents à bord, Hot Bird 7 et Stentor, ont été détruits,.
Le satellite Hot Bird 7, d'une masse de 3 350 kg, était un satellite de l'opérateur Eutelsat, tandis que le satellite expérimental Stentor, d'une masse de 2 230 kg, avait été construit par le CNES. Tous deux devaient rejoindre une orbite géostationnaire à l'issue de leur lancement. L'échec de ce lancement a causé des pertes d'une valeur totale de 640 millions d'euros, dont 388 millions d'euros pour le Stentor, qui n'était d'ailleurs pas couvert par une assurance en cas d'échec au lancement.

## Chronologie du lancement

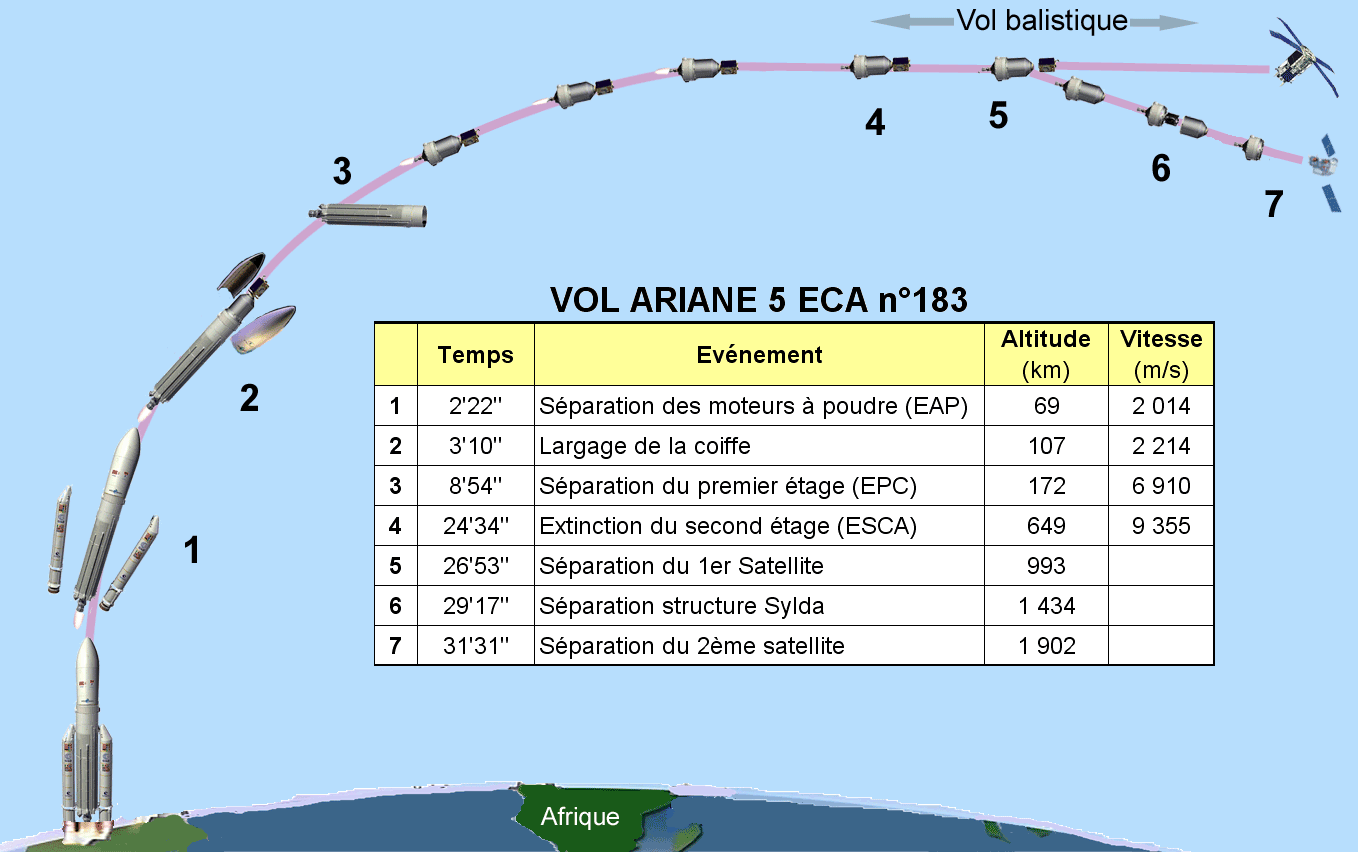
Schéma de lancement d'une Ariane 5 ECA (Ici, pour exemple, le vol no 183).

Le lancement est effectué le 11 décembre 2002, après un compte à rebours sans histoire :
- À 23 h 22, heure française, Ariane 5 V157 allume ses moteurs et quitte le pas de tir ;
- À 2 min 35 s, les deux EAP (étages accélérateurs à poudre) se séparent correctement ;
- Ils sont suivis par la coiffe, à 3 min 35 s.

À partir de ce moment-là, le lanceur ralentit, sa vitesse est de 2,14 km/s et son altitude de 225 km, ce qui semble indiquer un arrêt du moteur Vulcain 2 de l'étage principal (EPC). Sur son inertie, il monte tout de même à une altitude de 136 km, mais sa vitesse n'augmente pas et commence même à diminuer. À 3 min 45 s, le lanceur cesse son ascension et entame un plongeon vers l'Océan Atlantique. Seulement sept minutes après le lancement, la mission est terminée, la fusée ayant été détruite par mesure de sécurité.

## Enquête et analyse de l'incident
Le 12 décembre, à l'issue de la conférence de presse réalisée au Centre spatial guyanais en salle Jupiter, Jean-Yves Le Gall, directeur général d'Arianespace, annonce la nomination d'une commission d'enquête indépendante sur l'échec du vol V157. Cette commission d'enquête, qui entrera en activité le 16 décembre, aura deux objectifs : 
- Faire la lumière sur les événements du 11 décembre, analyser les causes de l'incident, les comprendre et les corriger, afin que la fusée Ariane 5 « 10 tonnes » (le surnom de la version ECA) puisse reprendre ses vols avec toute la fiabilité que ses clients attendent d'elle.
- S'assurer que l'anomalie qui a causé la perte du vol V157 n'affecte pas également d'autres versions de la fusée (la version 5G par exemple), et qu'elle n'aura pas de conséquences négatives sur les lancements futurs.

Les analyses préliminaires, effectuées dès le lendemain du lancement grâce aux relevés de télémesure émis par la fusée pendant son vol, décrivent de manière plus précise la chronologie des événements :
- Les premières données exploitées font apparaître une première anomalie à 96 secondes : un défaut de fonctionnement du circuit de refroidissement du moteur Vulcain 2 de l'étage principal cryotechnique.
- De 178 à 186 secondes, le moteur change de régime et le contrôle de la fusée devient difficile.
- À 187 secondes, la coiffe est larguée à l'instant prévu, mais l'attitude du lanceur n'est pas normale et il commence à avoir un comportement anormal.
- Afin de respecter les procédures de sécurité, le lanceur est détruit vers 456 secondes. Il est alors à seulement 69 km d'altitude et à 800 km des côtes guyanaises[3].

La commission d'enquête a ensuite passé au peigne fin toutes les mesures effectuées pendant le vol, la documentation relative à la production, la qualité et l'historique technique d'Ariane 5 « 10 tonnes », ainsi que de tous les vols d'Ariane 5 réalisés à ce jour. Elle a même enquêté directement auprès des équipes de production et de développement du lanceur en Europe.
Toutes les analyses ont confirmé que les opérations de préparation, de chronologie et de conditions en vol s'étaient déroulées de manière nominale, jusqu'à la séparation des EAP.

## Conclusions de la commission d'enquête
Le 7 janvier 2003, la commission d'enquête sur l'échec du vol 157 remet son rapport à Arianespace. Selon les conclusions de la commission, l'origine du dysfonctionnement se situe au niveau du système de refroidissement du moteur Vulcain 2 du premier étage. Selon Wolfgang Koschel, président de la commission qui s'est exprimé devant la presse, une fuite à ce niveau aurait conduit à une forte dissymétrie de la poussée du moteur, qui aurait entraîné une perte du contrôle de la trajectoire de la fusée. En effet, les conditions thermiques du système se sont dégradées, à cause de la présence de fissures dans les tubes de refroidissement, ce qui a entraîné un échauffement critique du moteur et de fortes perturbations sur son fonctionnement, tels que des défauts d'écoulements aérodynamiques des gaz brûlés et une dissymétrie dans la poussée produite.

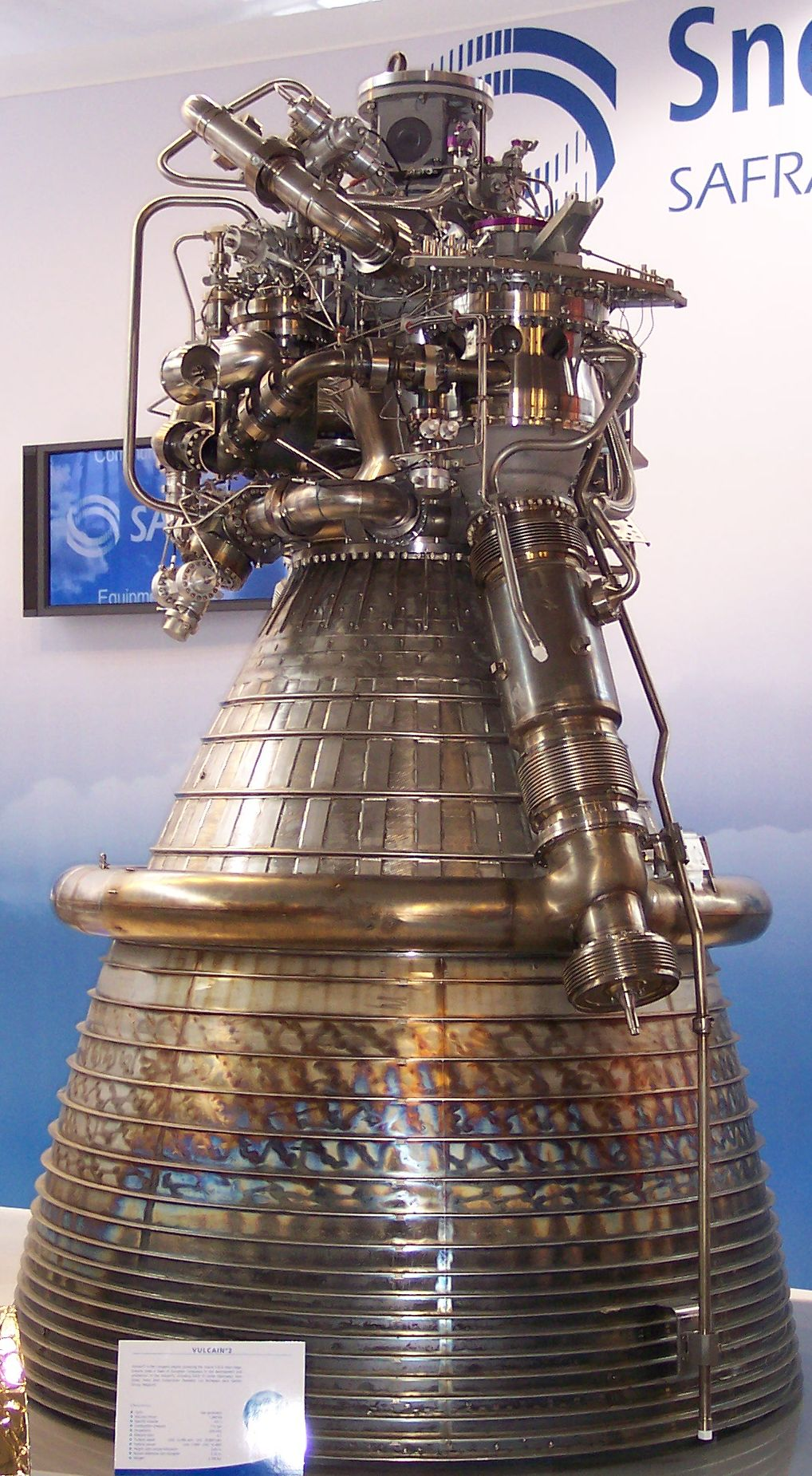
Le moteur Vulcain 2. La partie haute de la tuyère est parcourue par plusieurs dizaines de tubes minuscules, dédiés à son refroidissement au cours du vol.

La cause la plus probable de l'échec du vol inaugural de la version ECA serait donc liée à deux facteurs principaux,, :
- Dégradation des conditions de fonctionnement du moteur Vulcain 2, à cause des fissures apparues dans les tubes de refroidissement qui entourent la partie haute de sa tuyère,
- Mauvaise définition des contraintes auxquelles est soumis le Vulcain 2 pendant le vol.

Un facteur aggravant vient également du fait qu'il est extrêmement difficile de simuler toutes les contraintes et conditions de vol auxquelles est soumis ce moteur, lors des essais au sol (impossibilité de recréer les conditions de propulsion dans le vide, par exemple).

### Le moteur Vulcain 2
Ce moteur est une version améliorée du Vulcain « de base », qui équipe la première version du lanceur Ariane 5, la version 5G. Il permet d'accroître les capacités de charge utile d'Ariane 5 ECA de près de 20 % par rapport à l'ancienne version, soit 1,3 tonne supplémentaires. En tant que moteur cryotechnique, il brûle un mélange d'hydrogène liquide (LH2) et d'oxygène liquide (LOX), ce dernier étant délivré à une pression de 161 bars par une nouvelle turbopompe italienne tournant à 13 000 tr/min,. 
Les contraintes mécaniques et thermiques y sont énormes (3 000 °C) et ont nécessité de nombreuses heures de mise au point. Afin de le refroidir convenablement, le divergent (tuyère) est composé de petites tubulures circulaires de très faible épaisseur soudées entre elles. Elles forment alors un film qui refroidit les parois internes. La partie supérieure de la tuyère, elle, est refroidie par la circulation d'hydrogène liquide (à −250 °C) à l'intérieur de la paroi. Sur le premier Vulcain, le divergent comprenait 456 tubes soudés de 4 × 4 mm, et d'une épaisseur de 0,4 mm. Sur le Vulcain 2, le nouveau divergent développé par Volvo Aero permet de réinjecter les gaz en provenance de la turbine, mais il n'est plus composé que de 288 tubulures circulaires de 4 × 6 mm de diamètre et 0,6 mm d'épaisseur. La diminution du nombre de soudures visait à diminuer le temps de production, passant de treize à seulement cinq semaines, ainsi qu'une réduction des coûts de fabrication.
Lors des essais de qualification, des fissures étaient déjà apparues, mais elles avaient été réparées selon les normes de qualité nécessaires. Malheureusement, seules les conditions de vol réelles permettent de déceler un problème de conception profond d'un moteur-fusée de ce type. Et c'est précisément ce qui est arrivé : lors du vol V157, ces fissures se sont à nouveau manifestées et ont mené à l'apparition d'un phénomène de flambage, qui a alors ouvert un trou dans la paroi de la tuyère. Les charges thermiques et dynamiques en altitude étaient supérieures à ce que la tuyère pouvait supporter, mais les simulations ne pouvaient malheureusement pas permettre de les déceler lors des essais au sol,.

### Conséquences pour le reste du programme Ariane 5

#### Sur Ariane 5 Générique (5G)
Les moteurs Vulcain sont très différents, entre la version G et la version ECA d'Ariane 5. Les divergents des moteurs Vulcain 1 d'Ariane 5 Générique et Vulcain 2 d'Ariane 5 ECA diffèrent sur deux points essentiels : la forme des tubes de refroidissement qui constituent la structure du divergent et la technologie des raidisseurs qui l'entourent et le renforcent.
Bien évidemment, en raison de ces différences, le lanceur « 5G » a été totalement écarté des problèmes endurés par la version ECA, après avoir tout de même été suivi de près par les enquêteurs, qui ont exploité les données des douze vols réussis de ce lanceur. Néanmoins, par mesure de précaution, la commission d'enquête a demandé que soit effectuée une vérification exhaustive du comportement du divergent du moteur Vulcain 1, comprenant une modélisation affinée pour apporter la preuve de son bon comportement pendant le vol.

#### Sur Ariane 5 ECA
La commission d'enquête a demandé de rechercher les possibilités de simuler, au cours d'essais au sol, les contraintes observées en vol sur le moteur Vulcain 2. Elle a également demandé de renforcer la qualité du matériel de vol et de modifier le système de refroidissement et le divergent du Vulcain 2, en prenant en compte le retour d'expérience obtenu sur le divergent du moteur Vulcain 1, qui s'est toujours montré très fiable.
Toutes les recommandations ont été acceptées par Arianespace, qui a élaboré un plan d'actions le 20 janvier 2003, pour un retour en vol d'Ariane 5 ECA au second semestre de l'année.